# Magyar Hungarista Mozgalom
A Magyar Hungarista Mozgalom (MHM) rövid életű hungarista párt volt Magyarországon a rendszerváltás után.

## Története
A párt 1994. április 20-án (Hitler születésnapján) született a Győrkös István vezette Magyar Nemzeti Arcvonal, a Szabó Albert vezette Világnemzeti Népuralmista Párt és az Ekrem Kemál György elnökölte Kommunizmus Üldözötteinek Szövetsége egyesülésével. Az új szervezet ellen azonnal bírósági eljárás indult. Az MHM az ítélethirdetést meg sem várva, kereken öt hónapnyi működés után feloszlatta magát és szeptember 20-án Magyar Népjóléti Szövetség néven szerveződött újjá, továbbra is nyíltan vállalva és hirdetve a hungarizmus eszmeiségét.
A párt éles vitát váltott ki a szólásszabadságról, pontosabban annak határairól. Noha a Legfelsőbb Bíróság 1994-ben végül betiltotta, a döntést nagyban megnehezítette az Alkotmánybíróság 1994. június 24-én
kelt nyilatkozata, melyben a szólásszabadság mellett kiállva annak a véleménynek adott hangot, hogy az a „sértő, meghökkentő vagy aggodalmat keltő gondolatokat, információkat és nézeteket is megilleti.”

### Dokumentumfilm
- Albert és testvérei (videó), Pesty László dokumentumfilmje a hungarizmusról, 1996